# عزلة هيجان (الجوف)

تعديل مصدري - تعديل

عزلة هيجان هي إحدى عزل مديرية خراب المراشى في محافظة الجوف اليمنية ويبلغ تعداد سكانها 6127 نسمة حسب التعداد السكاني في اليمن لعام 2004.
المدن/القرى التابعه للعزلة :
| القرية   | عدد المساكن | عدد الأسر | الذكور | الأناث | الإجمالي |
| -------- | ----------- | --------- | ------ | ------ | -------- |
| هيجان    | 226         | 225       | 1008   | 876    | 1884     |
| نهيان    | 180         | 180       | 783    | 575    | 1358     |
| الحيفه   | 349         | 349       | 1358   | 1281   | 2639     |
| الجرفين  | 35          | 35        | 140    | 106    | 246      |
| الإجمالي | 790         | 789       | 3289   | 2838   | 6127     |

## روابط خارجية
- الجهاز المركزي للإحصاء بالجمهورية اليمنية
- المركز الوطني للمعلومات باليمن
- World Gazetteer:Yemen
- الدليل الشامل